# میلیلانی (هاوایی)
میلیلانی (به انگلیسی: Mililani) یک شهر در ایالات متحده آمریکا است که در شهرستان هونولولو، هاوایی واقع شده‌است. میلیلانی ۱۷٫۱ کیلومتر مربع مساحت و ۴۸٬۶۶۸ نفر جمعیت دارد و ۱۹۱ متر بالاتر از سطح دریا واقع شده‌است.